# Frankenstein alla conquista della Terra
Frankenstein alla conquista della Terra (フランケンシュタイン対地底怪獣?, Furankenshutain tai Baragon, lett. "Frankenstein contro il Baragon") è un film del 1965 diretto da Ishirō Honda.
Film thriller giapponese liberamente tratto dal romanzo di Mary Shelley Frankenstein, o il moderno Prometeo del 1816. Il film vanta un semi-sequel dello stesso regista intitolato Katango (1966), e si può intuire la sua firma con il kaijū Baragon.

## Trama
Seconda guerra mondiale. In Germania alcuni scienziati hanno ideato un progetto per creare una sorta di superuomo da usare contro gli eserciti nemici. Tuttavia il progetto viene rubato dai giapponesi e diversi anni dopo iniziano a crearlo. Per un errore, i pezzi con il quale costruiscono la creatura vengono colpiti dalle radiazioni e le parti si assemblano componendo Il mostro di Frankenstein che, per via della mutazione, cresce a dismisura. Nel frattempo degli archeologi scoprono in un tempio maledetto l'esistenza di un gigantesco mostro, Baragon, che inizia ad attaccare il Giappone. I giapponesi vorrebbero inizialmente distruggere la creatura di Frankenstein, ma poi optano per un'altra soluzione: farlo combattere contro Baragon per sconfiggerlo. La creatura scappa e si incrocia con Baragon: vi è uno scontro violento tra i due nel quale Frankenstein sconfigge Baragon, ma alla fine i due cadono in una crepa finendo a mare.

## Finale alternativo
Esiste un finale alternativo: quando Frankenstein cade si scontra con il polpo gigante Oodako (già apparso nel Trionfo di King Kong) che lo trascina in acqua.